# 加利納領地 (伊利諾伊州)
加利納言領地（英語：The Galena Territory）是位於美國伊利諾伊州喬戴維斯縣的一個人口普查指定地區。

## 地理
加利納言領地的座標為42°23′36″N 90°19′33″W / 42.39333°N 90.32583°W，而該地最高點為海拔高度274米（即899英尺）。

## 人口
根據2010年美國人口普查的數據，加利納言領地的面積為11.32平方千米，當中陸地面積為9.62平方千米，而水域面積為1.70平方千米。當地共有人口1158人，而人口密度為每平方千米102.3人。